# LKT Team Brandenburg
LKT Team Brandenburg (Kod UCI: LKT) – niemiecka grupa kolarska istniejąca w latach 2007–2020. Od 2008 znajdowała się w dywizji UCI Continental Teams.

## Sezony

### 2020

#### Skład
| Skład drużyny 2020      | Skład drużyny 2020 | Skład drużyny 2020 | Skład drużyny 2020                |
| Imię i nazwisko         | Data urodzenia     | Państwo            | Poprzednia grupa                  |
| ----------------------- | ------------------ | ------------------ | --------------------------------- |
| Richard Banusch         | 7 lipca 1998       | Niemcy             | LV Brandenburg (2016)             |
| Luca Bockelmann         | 17 czerwca 2000    | Niemcy             |                                   |
| Albert Gathemann        | 3 listopada 2001   | Niemcy             | SC Berlin (2019)                  |
| Franz Groß              | 8 maja 2001        | Niemcy             | LV Brandenburg (2019)             |
| Pierre-Pascal Keup      | 14 stycznia 2001   | Niemcy             |                                   |
| Moritz Malcharek        | 29 lipca 1997      | Niemcy             | KED-Stevens Radteam Berlin (2016) |
| Adrian Rips             | 15 grudnia 1994    | Niemcy             |                                   |
| Paul Rudys              | 1 czerwca 1998     | Niemcy             | LV Brandenburg (2016)             |
| Sebastian Schmiedel     | 17 lutego 1997     | Niemcy             | KED-Stevens Radteam Berlin (2016) |
| Paul Taebling           | 16 grudnia 1999    | Niemcy             | LV Brandenburg (2017)             |
| Philip Weber            | 24 lipca 1998      | Niemcy             | LV Brandenburg (2016)             |
| Franz Werner            | 26 kwietnia 2000   | Niemcy             |                                   |
| Theo Zetzsche           | 21 sierpnia 2001   | Niemcy             | LV Brandenburg (2019)             |
|                         |                    |                    |                                   |
| Źródło: ProCyclingStats |                    |                    |                                   |

### 2019

#### Skład
| Skład drużyny 2019       | Skład drużyny 2019   | Skład drużyny 2019 | Skład drużyny 2019                |
| Imię i nazwisko          | Data urodzenia       | Państwo            | Poprzednia grupa                  |
| ------------------------ | -------------------- | ------------------ | --------------------------------- |
| Leo Appelt (1 sty–1 mar) | 26 maja 1997         | Niemcy             | BMC Development (2017)            |
| Richard Banusch          | 7 lipca 1998         | Niemcy             | LV Brandenburg (2016)             |
| Luca Bockelmann          | 17 czerwca 2000      | Niemcy             |                                   |
| Henning Bommel           | 23 lutego 1983       | Niemcy             | Rad-net Rose (2017)               |
| Nicolas Brandt           | 4 listopada 1998     | Niemcy             |                                   |
| Milan Henkelmann         | 18 kwietnia 2000     | Niemcy             |                                   |
| Christian Koch           | 29 października 1996 | Niemcy             | LV Brandenburg (2014)             |
| Moritz Malcharek         | 29 lipca 1997        | Niemcy             | KED-Stevens Radteam Berlin (2016) |
| Paul Rudys               | 1 czerwca 1998       | Niemcy             | LV Brandenburg (2016)             |
| Sebastian Schmiedel      | 17 lutego 1997       | Niemcy             | KED-Stevens Radteam Berlin (2016) |
| Paul Taebling            | 16 grudnia 1999      | Niemcy             | LV Brandenburg (2017)             |
| Erik Vater               | 17 czerwca 2000      | Niemcy             | LV Brandenburg (2018)             |
| Philip Weber             | 24 lipca 1998        | Niemcy             | LV Brandenburg (2016)             |
| Franz Werner             | 26 kwietnia 2000     | Niemcy             |                                   |
|                          |                      |                    |                                   |
| Źródło: ProCyclingStats  |                      |                    |                                   |